# Running (песен на Калай Сондърс)
„Running“ е песен на унгаро-американския певец Калай Сондърс, с която той ще представи Унгария на 59-о издание на песенния конкурс „Евровизия“.
На финала на унгарската селекция „A Dal“ песента получава 30 точки от гласовете на четиричленното жури и най-голям дял от гласовете на телевизионните зрители.
В песента се пее за преодоляване малтретирането на деца. В навечерието на финала певецът споделя, че не се притеснява дали песента му би довела до противоречия. „Не всичката музика трябва да е за любов“, казва още той. „Може би песента ми не е с най-приятната тема, но трябва да се изправим срещу истината. Случва се навсякъде по света и ежедневно“.